# Katrina (film)
Pour les articles homonymes, voir Katrina.
Pour plus de détails, voir Fiche technique et Distribution.
Katrina est un film sud-africain de langue principalement anglaise et afrikaans, réalisé par Jans Rautenbach et sorti en 1969. 
Le film est une adaptation de la pièce intitulée Try for White de D Warner.

## Genre
Film dramatique, il dépeint la vie d'une famille de Sud-Africains à l'apogée de l'apartheid dans les années 60, une famille dont la mère et le fils passent pour être des blancs alors qu'ils sont issus de la communauté coloured.
Le film aborde plus particulièrement le thème de l'identité culturelle, notamment l'impact de l'apartheid sur l'identité des Sud-Africains et les préjugés raciaux des Afrikaners. 

## Fiche technique
- Film en couleur
- Film en langue anglaise (principale) et afrikaans
- Réalisation : Jans Rautenbach
- Scénario : Emil Nofal, Jans Rautenbach
- Photo : Vincent G. Cox
- Montage : Peter Henkel
- Musique : Roy Martin
- Son : Peter Usmar
- Production : Emil Nofal Productions
- Producteur délégué : Emil Nofal
- Durée : 99 minutes
- Origine :  Afrique du Sud
- Sortie en Afrique du Sud: 1969

## Distribution
- Jill Kirkland : Catherine Winters / Katrina September
- Joe Stewardson : père Alex Trewellyn
- Cobus Rossouw : Adam September, chef de la communauté des coloureds
- Don Leonard : Kimberley, le mari coloured de Katrina
- Katinka Heyns : Alida Brink
- Carel Trichardt : M. Brink, le père d'Alida Brink
- Regardt Van den Bergh : le frère d'Alida

## Scénario
Katrina est une métisse de la communauté coloured dont la couleur de peau est suffisamment claire pour passer pour blanche. Afin d'avoir une vie meilleure et bénéficier des privilèges que lui confère alors le statut de blancs en Afrique du Sud, elle a totalement renié ses origines et rompu avec ses parents et son mari. Avec son fils Paul (qui ignore tout de ses origines), elle vit comme les Blancs auxquels ils ressemblent et peuvent se confondre facilement. Mais selon la classification raciale sud-africaine, ils restent bruns (donc métis ou coloureds). 
Katrina vit avec Alec Trevellan, un ancien alcoolique réhabilité devenu pasteur. Il veut épouser Katrina. Son fils 
Paul, qui vient de rentrer d'Angleterre, s'est vu proposer un poste de médecin à l'hôpital Groote Schuur de la ville du Cap et souhaite travailler dans une zone de couleur défavorisée. Il ne sait pas qu'il est brun et a une idylle amoureuse avec une fille blanche qu'il veut épouser. À la veille de leurs fiançailles, son oncle Adam, le frère de Katrina, lui révèle les origines de sa mère ainsi que l'existence de son père, toujours en vie alors qu'elle lui avait dit qu'il était mort. Choqué, Paul rompt ses fiançailles et décide de connaitre son père coloured et de renouer avec son héritage au grand désespoir de sa mère. En outre, quand le pasteur apprend à son tour la vérité par le biais d'Adam, il tombe dans le désespoir, renoue avec l'alcoolisme et quitte Katrina. Brisée, cette dernière finit par se suicider.

## Sortie en Afrique du Sud
Comme le film die Kandidaat, le film a réussi à échapper à la censure, après une campagne public, et a été diffusé en Afrique du Sud.